# Николаевская церковь (Вечерний Кут)
Вечернекутская Свято-Николаевская церковь — православный храм честь Святого Николая в селе Вечерний Кут.

## История
В 1903 году в селе Вечерний Кут (ныне в черте города Кривой Рог) на средства помещицы Марии Матвеевны Верабовой (Ростковской) был построен храм в честь Святого Николая.
В 1918 году на территории храма была похоронена его основательница — помещица Верабова. Позднее её прах был извлечён и дальнейшая судьба останков остаётся неизвестной.
В январе 1930 года храм закрыт и переоборудован под клуб. Повторно открыт после Великой Отечественной войны.
В 1956 году церковь вновь была закрыта, в 1959 году была разрушена. По другим данным закрыта в 1959 году, разрушена в 1963 году.

## Характеристика
Кирпичная однокупольная неоштукатуренная церковь с богато украшенными кирпичным орнаментом фасадами.
Крестовокупольный в плане, с укороченными ветвями, с одним куполом на парусах, опиравшихся на 4 колонны в центре постройки.
Архитектурно храм повторял интерьер Владимирского собора в Киеве.
Особое внимание уделялось убранству: иконостас был выполнен из мрамора с позолотой, что подчёркивало торжественность и величие церкви.
К приходу относились рудники Ростковский, «Новороссийский», «Дубовая Балка», посёлки: Петрово-Бажаново (819 жителей), Петрово-Рыбасово (201), Сухая Балка (60), хутора: Бутыриной, Цибульки, Кошеленко, Крутыня. При церкви была церковно-приходская школа.